# Sundascelia
Sundascelia là một chi bướm đêm thuộc họ Geometridae. Bao gồm các loài Sundascelia epelys, a Borneo endemic moth.